# Élections générales saskatchewanaises de 2007
L'élection générale saskatchewanaise de 2007 fut déclenchée le 10 octobre 2007, le scrutin se déroulant le 7 novembre 2007. Il s'agit de la 26e élection générale à être tenue dans la province depuis sa création en 1905 et sert à élire les députés de la 26e législature à l'Assemblée législative de la Saskatchewan.
L'élection porte au pouvoir pour la première fois le Parti saskatchewanais, dirigé par Brad Wall, qui obtient la majorité des sièges à l'Assemblée législative. Le précédent gouvernement néo-démocrate de Lorne Calvert est défait après avoir gouverné sur la province pendant 16 ans.
Lors de l'élection de 2003, le Nouveau Parti démocratique, dirigé par Calvert, avait remporté une majorité parlementaire avec 30 sièges sur 58 à l'Assemblée législative ; le Parti saskatchewanais avait remporté les 28 sièges restants. Des sondages effectués peu avant la tenue des élections indiquaient que le gouvernement néo-démocrate de Calvert avait perdu la faveur de l'électorat.

## Résultats
| Parti | Parti                              | Chef            | # de candidats | Sièges | Sièges      | Sièges | Sièges  | Voix    | Voix    | Voix     |
| Parti | Parti                              | Chef            | # de candidats | 2003   | Dissolution | Élus   | % Diff. | #       | %       | % Diff.  |
| ----- | ---------------------------------- | --------------- | -------------- | ------ | ----------- | ------ | ------- | ------- | ------- | -------- |
|       | Parti saskatchewanais              | Brad Wall       | 57             | 28     | 28          | 38     | +10     | 227 808 | 50,81 % | +11,46 % |
|       | Nouveau Parti démocratique         | Lorne Calvert   | 58             | 30     | 30          | 20     | -10     | 166 808 | 37,21 % | -7,47 %  |
|       | Libéral                            | David Karwacki  | 58             | 0      | 0           | 0      | -       | 42 585  | 9,40 %  | -4,78 %  |
|       | Vert                               | Sandra Finley   | 48             | 0      | 0           | 0      | -       | 9 128   | 2,01 %  | +1,46 %  |
|       | Progressiste-conservateur          | Rick Swensen    | 5              | 0      | 0           | 0      | -       | 832     | 0,18 %  | +0,02 %  |
|       | Parti de l'Indépendance de l'Ouest | John Nesdoly    | 8              | 0      | 0           | 0      | -       | 572     | 0,13 %  | -0,48 %  |
|       | Marijuana Party                    | Nathan Holowaty | 5              | 0      | 0           | 0      | -       | 517     | 0,11 %  | +0,11 %  |
| Total | Total                              | Total           | 239            | 58     | 58          | 58     | -       | 453 004 | 100 %   |          |

Note :
* N'a pas présenté de candidats lors de l'élection précédente

## Sources
- (en) Cet article est partiellement ou en totalité issu de l’article de Wikipédia en anglais intitulé « 26th Saskatchewan general election » (voir la liste des auteurs).

### Général
- (en) Elections Saskatchewan
- (en) Assemblée législative de la Saskatchewan
- (en) Gouvernement de la Saskatchewan
- Élections Saskatchewan, Radio-Canada

### Partis

#### Représentés à l'Assemblée avant sa dissolution
- Nouveau Parti démocratique
- Parti saskatchewanais

#### Autres partis
- Parti libéral
- Parti vert
- Western Independance Party